# السماء القرمزية
السماء القرمزية هو فيلم رعب ألماني من إخراج بيتر ثوروارث.  الفيلم من بطولة رولاند مولر، بيري بوميستر، تشيدي أجوفو، وألكسندر شير.

## روابط خارجية
- السماء القرمزية على موقع IMDb (الإنجليزية)
- السماء القرمزية على موقع روتن توميتوز (الإنجليزية)
- السماء القرمزية على موقع نتفليكس (الإنجليزية)
- السماء القرمزية على موقع ألو سيني (الفرنسية)
- السماء القرمزية على موقع فيلمافينيتي (الإسبانية)
- السماء القرمزية على موقع قاعدة بيانات الفيلم (الإنجليزية)
- السماء القرمزية على موقع ليتربوكسد (الإنجليزية)
- السماء القرمزية على موقع كينوبويسك (الروسية)